# ЛСП
Оле́г ЛСП (настоящее имя — Оле́г Вади́мович Са́вченко; бел. Але́г Вадзі́мавіч Са́ўчанка; род. 10 июля 1989, Минск) — российский певец белорусского происхождения, рэпер и автор песен. Сольную карьеру начал в 2007 году, с тех пор выпустив три мини-альбома и семь студийных альбомов. Работал в тесном сотрудничестве с могилёвским продюсером Романом Саще́ко (он же Рома Англичанин; 1988 — 2017) как одноимённый дуэт «ЛСП».

## Биография
Олег Савченко родился 10 июля 1989 года в Минске в семье журналистов. Проживая в городе Витебске, в детстве начал заниматься музыкой, когда отец нанял для него репетитора по игре на пианино. Через какое-то время бросил занятия и начал писать первые стихи «в стол».
Первым исполнителем, чьи песни ему «осознанно» нравились, Савченко называет Андрея Губина. В 2004 году видит транслируемую по Первому каналу программу «Фабрика звёзд — 4», в которой выступает Тимати. Позднее, в 2011 году, Савченко прокомментирует это событие следующим образом: «Представляешь, как это для меня в 14 лет было?! Рэп на Первом канале! Значит, пора. Значит, надо е…ашить». Открыв для себя русский рэп, становится слушателем Децла и Bad Balance. Позже знакомится с русским роком и творчеством таких музыкантов и музыкальных групп, как Земфира, Найк Борзов, «МультFильмы», «Мумий Тролль» и «Король и Шут». Однако через какое-то время возвращается к рэпу, начав слушать американский хип-хоп, из опыта прослушивания которого и делает вывод, что «звучание так же важно, как смысл, а иногда даже, может быть, важнее».
Окончил филологический факультет Минского Государственного Лингвистического Университета по специальности «лингвист-преподаватель». Как вспоминает сам Савченко, в то время не обходилось без финансовых трудностей, однако родители всегда поддерживали как его самого, так и его музыкальные начинания.

### 2007—2009: ранние записи и участие в хип-хоп-батлах
В 2007 году, когда Савченко исполнилось 18, он выпустил несколько демозаписей, в том числе сольный микстейп «Я всё понял!» и сборник Here We Come Again.
В 2007—2008 годах ЛСП участвовал в 6-м командном батле hip-hop.ru в составе дошедшего до 2-го раунда коллектива «ШRec Pro», в составе которого был Макс Корж, а также в 8-м официальном батле hip-hop.ru, где Савченко дошёл до 4-го раунда.
В этом же году начал писать и записывать песни, которые впоследствии войдут в мини-альбом «Видеть цветные сны». Первыми стали такие композиции, как «Маг» и «Улицы». Услышав альбом Канье Уэста 808s & Heartbreak, Савченко под впечатлением от этой работы записывает первую версию песни «Ламбада»; альбомная же версия песни была перезаписана и сокращена по длительности.
14 июля 2009 года вышел совместный с Deech и Maxie Flow мини-альбом «Без апелляций», в который вошли три песни, три минусовки этих же песен и бонус-трек.

### 2011—2013: «Видеть цветные сны», начало работы с Сащеко

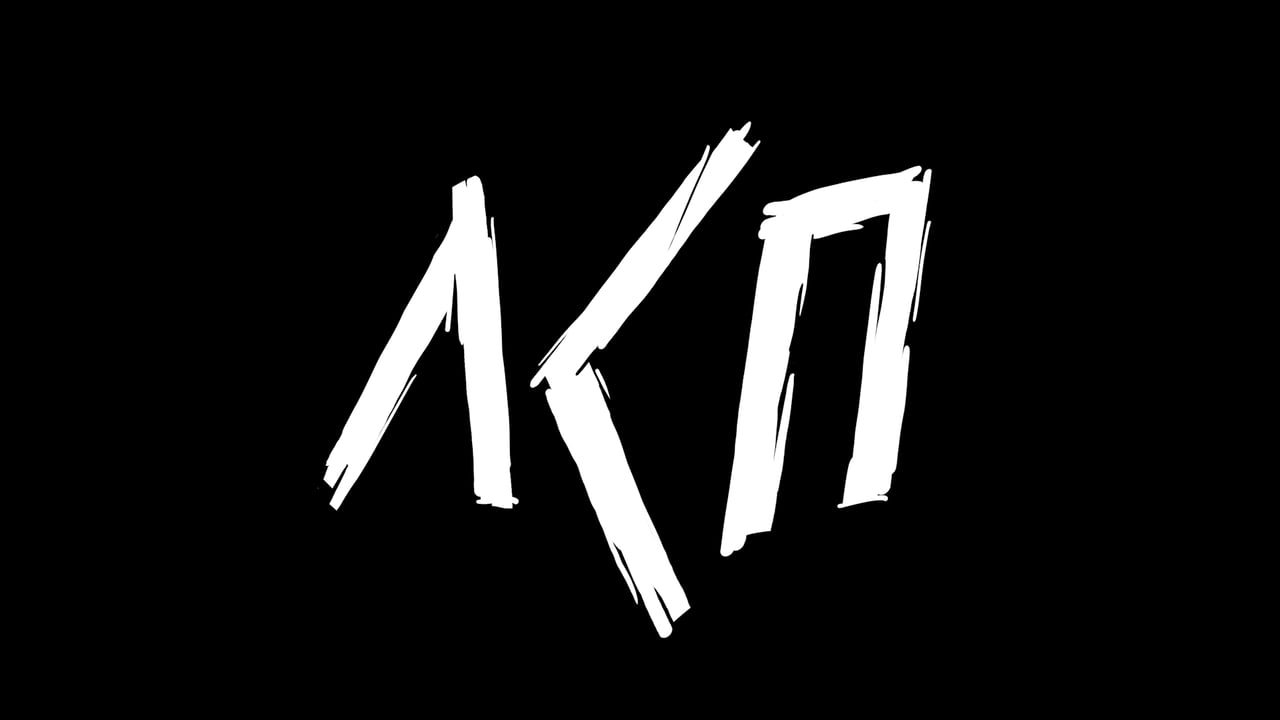
Логотип ЛСП

1 июля 2011 года состоялся релиз видеоклипа на песню «Хиппи». 16 сентября 2011 года вышел дебютный сольный мини-альбом «Видеть цветные сны», состоящий из 5 песен и 1 бонусного ремикса. Продюсировали альбом Aes Genius, 614, Paul Pain, а также сам ЛСП. Хоть на тот момент он не был лично знаком с Романом Англичанином, тот был ответственен за общий контроль сведения релиза. В последующий период Савченко познакомился и объединил усилия в работе над новой музыкой с Ромой Англичанином.
24 мая 2012 года состоялся релиз сингла «Номера», с которого и началось сотрудничество ЛСП с продюсером Романом Николаевичем Сащеко, более известным под сценическим именем Рома Англичанин.
25 июня 2012 года вышла песня «Кап-кап» от ТО «Лопата», в котором состоит ЛСП. Видеоклип на песню ЛСП «Зачем мне этот мир», как и сам сингл, вышел 26 сентября 2012 года.
В конце 2012 года Савченко участвовал в A-One Hip-Hop Battle. Как он объяснял позже свою слабую творческую активность в тот период времени — весь 2012 год он «рефлексировал, расставлял приоритеты, занимался самообразованием и самосовершенствованием, болел, валил материал».
6 марта 2013 года ЛСП выпустил песню «Больше денег». 17 апреля 2013 года вышел сингл «лилвэйн», посвящённый российской хип-хоп-культуре. 13 мая 2013 года состоялся релиз видеоклипа на песню «Коктейль» и самой песни. Все три трека попали в сводные чарты лучших русскоязычных песен за месяц rap.ru, а «Коктейль» впоследствии занял место в рейтинге лучших песен за год. Также «Коктейль» попал в топ-20 русскоязычных песен по версии канала A-One.
28 июля 2013 года Савченко выпустил кавер-версию песни «Дурак и молния» российской группы «Король и Шут». 7 марта 2013 года было выпущено видео, где ЛСП исполняет ещё один кавер — на песню «Truth Gonna Hurt You» американского рэпера Фьючера. 25 октября 2013 года вышла песня «Сити», 20 декабря 2013 года был выпущен «Потерян и не найден», а 25 декабря — «Пикачу».
В октябре 2013 года принял участие в сборнике белорусскоязычного рэпа «Жалуды», предоставив в нем композицию на белорусском языке.

### 2014: «ЁП» и «Виселицца», контракт с Booking Machine
3 января 2014 года ЛСП опубликовал ремикс на «Мягкие губы и татуировки» Yung Trappa. 7 января — совместную с Галатом песню «Живая петля».
8 января 2014 года состоялся релиз альбома-компиляции «ЁП», в который вошли 10 песен и 2 бонус-трека — трибьют лидеру группы «Король и Шут» Михаилу Горшенёву и кавер-версия песни «Truth Gonna Hurt You» Фьючера. Если не брать в расчёт опубликованную днём ранее «Живую петлю», то полностью новая песня на релизе оказалась всего одна — это открывающий альбом «Канат». Материал для «ЁП» собирался на протяжении 2,5 лет с 2012 по 2014 годы.
4 февраля ЛСП выпустил песню «За бортом». 2 марта — ремикс на «Всё и сразу» Yanix, а 14 марта — «Лучше, чем интернет». 13 апреля вышла совместная композиция ЛСП и Yung Trappa «МЛД» («Малышка любит дилера»). 23 мая выходят сразу две песни: «Метеоритный дождь», а также ремикс на «МЛД» — теперь это сольная песня ЛСП.
24 мая 2014 года состоялся релиз альбома Савченко и Романа «Виселицца», в который вошло 8 песен. Название было взято из песни группы «Химера». Музыка в обоих альбомах по большей части была спродюсирована Ромой Англичанином. И в одном, и во втором альбоме для каждой песни имелась собственная обложка. The Flow внёс альбом «Виселицца» как в тройку лучших русскоязычных альбомов за 2014 год, так и в список 20 лучших записей за 2010-е годы.
Вообще говоря, это был электронный поп. Другое дело, что вместо положенных бессмысленных сюжетиков Олег рассказывал довольно беспросветные истории, внутри которых — отчаяние, безнадёга и пустота.The Flow о «Виселицце»
4 августа ЛСП выпускает ремикс на песню «Самурай» Басты и Гуфа. 20 августа 2014 года стало известно, что ЛСП и Англичанин начали сотрудничество с букинг-агентством Booking Machine. 20 августа вышел видеоклип на песню «Винегрет». В сентябре ЛСП по совету Оксимирона принял участие в санкт-петербургском хип-хоп-проекте Versus Battle; его противником выступил завсегдатай батла Meowizzy. Сам выпуск вышел 19 октября 2014 года, победу в словесной дуэли одержал Савченко. Впоследствии своё отношение к батлу он опишет так: «До сих пор ума не приложу, зачем я потратил на это время».
31 октября 2014 года вышел микстейп Yung Trappa Jesse Pinkman 2. Из тринадцати песен на пластинке ЛСП поучаствовал в трёх — все они изначально готовились для совместного альбома исполнителей. Позднее, в феврале 2015 года, Савченко отметил, что Трэппа «ушёл с радаров», в ноябре он рассказал историю их личного знакомства; ЛСП «думал что‑то ему рассказать, что не рассказали мне», но, как выяснилось позже, советы, вроде бы принимаемые Трэппой, не находили применения. 31 октября 2016 года стало известно, что рэперу, осуждённому по 228-й статье Уголовного кодекса РФ и отсидевшему в СИЗО более года, дали почти шесть лет тюрьмы.
27 ноября 2014 года ЛСП выпустил совместную с Oxxxymiron песню «Мне скучно жить». В конце года The Flow включил песни «МЛД» и «Мне скучно жить» в список 50 лучших русскоязычных записей за весь 2014-й.

### 2015:Romantic ColegtionиMagic City, уход с Booking Machine
3 февраля 2015 года у ЛСП вышел мини-альбом Romantic Colegtion. Название альбома обыгрывает имена его создателей. Две песни в нём — «СПВЛ» («Снова поверю в любовь») и «Силовое поле» (отрывок которой был продемонстрирован ещё в январе) — были новыми и спродюсированы Ромой Англичанином. Третья, «Именно такой ’15», обновлённая версия трека под музыкальное сопровождение Deech «Именно такой» из мини-альбома 2009 года «Без апелляций», который был записан совместно с вышеназванным Deech, а также с Maxie Flow.
«Силовое поле» редакция The Flow внесла в список лучших русскоязычных песен за 2015 год. Сам Савченко выделил эту песню в интервью для 34mag, где назвал текст «Силового поля» одним из своих лучших творений.
19 июля 2015 года состоялся выход сольного альбома Савченко Magic City. В отличие от двух предыдущих студийных альбомов, в Magic City Рома Англичанин ограничился написанием музыкального сопровождения лишь для пяти песен, в то время как остальным занимались, с его же слов, «отцы трэп-музыки в России». Однако ответственность за весь продакшн и постпродакшн альбома — по-прежнему на плечах Англичанина. Гостевые куплеты — от Pharaoh, Oxxxymiron и Sil-A.
16 июля 2015 года, в преддверии выхода альбома, был выпущен клип на ремикс песни «Безумие», оригинал которой значится в мини-альбоме российского рэпера Breezey Montana «Дар или проклятие», в котором ЛСП исполнил только припев. С Breezey Muzik изначально готовился совместный альбом, но тот, как отметил ЛСП, писал свои тексты слишком долго, поэтому песни из неудавшегося релиза были завершены единолично Савченко и составили часть плейлиста Magic City.
В конце года The Flow поместил «Bullet» (с Фараоном) в список лучших песен за 2015 год, а записанный при участии Оксимирона ремикс на «Безумие» — в его первую десятку. 10 сентября 2015 года увидел свет видеоклип на другую песню из альбома Magic City — «ОК».
Летом 2015 года ЛСП прекратил сотрудничество с Booking Machine. 1 апреля 2016 года представители Booking Machine опубликовали песню Porchy «Imperial», которую изначально планировалось внести в треклист его микстейпа King Midas и в которой Савченко, по мнению Оксимирона, рассказывает, что думает о своём бывшем букинг-агентстве. В «Imperial» происходит, как охарактеризовали песню на The Flow, «целая драма, столкновение двух героев поколения» — ЛСП и Oxxxymiron. Сам Савченко, вопреки обвинениям коллеги, заявил, что вложил в свой текст совсем иной смысл, и в онлайн-трансляции приложения Periscope произвёл «автодекодинг», с личной позиции объясняя смысл практически каждой своей строки, заключив, что его куплет — обычный репрезент. «Уверен, если бы трек выпустили просто мы с Porchy — никому бы он особо не сдался, и диссов бы там тоже не обнаружили. Мирон своим появлением на треке сам мемефицировал его, превратив практически любую мою абсолютно отвлечённую строчку в наезд на него и Booking Machine», — позднее заявил ЛСП.

### 2016—2017: «Кондитерская»,Tragic City, уход Англичанина
2 марта 2016 года ЛСП выпустил песню «Плевок в вечность». 9 мая вышла совместная с Сашей Скулом композиция «Чудо-УДО».
17 мая ЛСП выложил ремикс на ремикс песни «Безумие», к которой он дописал второй куплет. Трек получил название «16езумие». Как певец объяснил, он видел недостаток цельности и логики в песне, где второй куплет исполнялся Оксимироном, и привёл в пример, что такой трюк применялся и ранее — с песней «МЛД», в оригинальной версии которой второй куплет пел Yung Trappa.
8 и 10 июля ЛСП выложил 2 лефтовера со времён «ЁП» и «Виселиццы»: песни, получившие названия «Bonus Babe» и «Напополам».
8 сентября вышла песня «Кекс», исполненная ЛСП в дуэте с московским рэпером Фараоном. 30 сентября 2016 года в SoundCloud был опубликован мини-альбом «Кондитерская» — совместный проект ЛСП и Фараона. Релиз состоялся в поддержку их же совместного тура Cake Factory. 3 октября он поступил на такие площадки, как iTunes Store и Apple Music.
11 февраля 2017 года вышел сингл «Феникс», предполагавшийся первым из очередного сольного альбома ЛСП, выход которого изначально был назначен на осень 2017 года. Ранее «первым синглом из грядущего альбома» назывался «Плевок в вечность», который в итоге войдёт в него как бонус-трек. Со слов Савченко, «Феникс» был записан ещё за полтора-два года до своего релиза.
22 апреля 2017 года был выпущен второй трек из будущего альбома — «Деньгинепроблема», который ранее уже исполнялся на концертах группы.
28 апреля 2017 состоялся релиз третьего номерного студийного альбома «ЛСП» Tragic City. Приглашённый исполнитель всего один — Лёха Никонов («ПТВП»). Песен — 13, в том числе ранее выпущенные синглы «Плевок в вечность» и «Деньгинепроблема». Tragic City является прямым продолжением Magic City и, кроме того, вводит в историю образы, героев, цитаты и из предшествующих работ ЛСП.
Когда заканчивал “Magic City”, казалось, что лучше уже ничего не напишется и что это наш опус магнум. Но прошло немного времени, и я начал понемногу представлять вектор дальнейшего движения. <…> Недавно я тоже подумывал, что после “Tragic City” говорить уже особо нечего, но буквально в последние дни работы над ним я уже начал представлять, что мы будем делать дальше.ЛСП о дальнейшем творчестве
14 мая 2017 года Олег Савченко не смог попасть на концерт своего коллеги Thomas Mraz, в феврале этого года пополнившего ряды артистов Booking Machine, в Минске: организатор выступлений Илья Мамай, со слов ЛСП, внёс его в чёрный список мероприятия.
20 мая вышел клип «Монетка», который стал самым просматриваемым видео ЛСП за всю историю существования проекта. Изначально песня «Монетка» готовилась к выходу на совместном мини-альбоме с Фараоном «Кондитерская», однако работа над треком была отложена, поскольку Голубину не понравился куплет Савченко.
28 июля вышла песня Big Russian Boss «Pimperial» под музыкальное сопровождение Ромы Англичанина и Davip, в записи которой принял участие ЛСП. Композиция пародирует прошлогоднюю «Imperial» — правда, только на уровне названия и наличия фразы-мема «ty pozhaleesh ob etom though». Ранее артисты уже записали вместе трек «Celebration», который вошёл во второй сольный альбом Босса I.G.O.R.. Также BRB и ЛСП сотрудничали в рамках Big Russian Boss Show, где Савченко и Роман стали гостями.
30 июля 2017 года скончался участник проекта «ЛСП» Рома Англичанин.

### 2017—2018: Tragic City Tour, Hell and Back
5 августа Савченко рассказал о своих дальнейших планах: тур в поддержку Tragic City отменён не будет, а проект «ЛСП» продолжит существование.
После начала Tragic City Tour стало известно, что в новый концертный состав «ЛСП» вошли Den Hawk (коллега по группе Piggy Bang) и Пётр Клюев. Денис известен как по сотрудничеству с самим Савченко на раннем этапе творчества, так и по работе в рамках Piggy Bang, вместе же с Петром Клюевым ЛСП ранее исполнял «Монетку» в акустической обработке в рамках 34 Music Sessions.
2 октября 2017 года был опубликован видеоклип на песню «Тело», посвящённый ушедшему из жизни Роме Англичанину и являющийся своеобразным прощанием с ним. Роль Романа Сащеко в клипе исполнил петербургский видеоблогер Дмитрий Ларин. В этот же день Савченко стал музыкальным гостем в программе «Вечерний Ургант», где исполнил песню «Лабиринт отражений». 4 октября Ларин на своём канале выложил бекстейдж-влог со съёмок музыкального видео, в котором, среди прочего, отметил, что взять его на роль Англичанина клипмейкеров сподвигли комментарии под видеоклипом «Монетка», в которых обыгрывалось внешнее сходство Дмитрия и Романа. Как заявил видеоблогер, Савченко снимался отдельно из-за несовпадения их графиков. Бекстейдж от снимавшей клип команды Dope Films был опубликован 7 октября.
Мы познакомились [с Ромой Англичанином] весной, общались и угорали. Было много интересных моментов. Как-то я спросил “Как ты?”, а у Ромы было не очень со здоровьем и он прислал фотку. И его лицо вдохновило эту мелодию, достаточно сложную.
14 декабря 2017 года вышла песня «Маленький принц» и анимационный клип на неё. В интервью для сайта The Flow Пётр Клюев рассказал, что мелодия для этой песни была написана ещё при жизни Ромы Англичанина (на канале Клюева видео с исполнением данной мелодии датировано 12 июля 2017 года) и была посвящена ему изначально. Одновременно с «Маленьким принцем» был анонсирован тур Hell and Back (2018).
28 февраля 2018 года ЛСП выпустил клип на ремикс романтической песни «Baby» рэпера Фейса, главную роль в котором сыграл белорусский видеоблогер Приятный Ильдар. 2 марта на канале Приятного Ильдара был опубликован бекстейдж-влог со съёмок, в котором рассказывается, что работа над видеоклипом велась ещё в 29 августа 2017 года. Кроме того, планировалось, что ЛСП и Face выпустят свои экранизации в один день (при этом высокобюджетный вариант Фейса должен был создавать со снятым за один день клипом Савченко определённый контраст), но в итоге Face отказался от идеи с клипом «Baby» — вместо него он выпустил клип на песню «Я роняю Запад».
17 сентября ЛСП, Feduk и Егор Крид представили совместный сингл «Холостяк». В треке каждый артист исполняет по куплету; также ЛСП и Карандаш отвечают за припевы и музыку соответственно. Премьера состоялась в эфире шоу «Вечерний Ургант» одновременно с публикацией композиции на музыкальных площадках. Съёмки выпуска состоялись 11 сентября. На песню был анонсирован видеоклип. Снятое командой Little Big Production, музыкальное видео «Холостяк» было опубликовано на ютьюб-канале ЛСП 9 октября. 15 октября состоялась премьера сольной версии трека и видеоклипа на неё.

### С 2018: синглы, фильм, «Свиное рыло» иOne More City
28 ноября 2018 года из инстаграм-трансляции саунд-продюсера Pixelord (Алексей Девянин) стало известно, что на 2019 год запланирован новый альбом ЛСП. Алексей сообщил, что поработал с ЛСП над 2 песнями, и те, возможно, войдут в готовящийся альбом. Также он рассказал, что к работе над альбомом Савченко подключил множество электронных продюсеров. В декабрьском подкасте Дани Порнорэпа ЛСП заявил, что альбом выйдет только тогда, когда он сам будет доволен качеством материала.
15 декабря на официальном ютьюб-канале ЛСП был опубликован 20-минутный художественный фильм «Ирония судьбы, или Tragic City». В картине прозвучали песни ЛСП «Деньги не проблема», «Bullet», «Белый танец» и «Воскресение», а также «30 лет как мёртв» группы «макулатура», вокалист которой исполнил в короткометражке одну из главных ролей наряду с самим Савченко. По сюжету фильма некий Гарик (Филипп Грабовецкий) решает спасти свою сестру (Диана Возчикова), «тонущую в порочном водовороте» города Трэджик-Сити и решившую работать на местного преступного воротилу Ская (Олег Савченко). «Герой жаждет возмездия и ради этого готов прибегнуть к любым, даже самым жестоким мерам…» — гласит синопсис. Закадровый голос в начале повествования принадлежит Степану Карме, который ранее записывал введение для альбома Magic City (2015).
12 февраля 2019 года на официальном ютьюб-канале ЛСП были опубликованы 40-минутный документальный фильм про проходивший в 2018 году тур Hell and Back и совместная с Бледным из группы 25/17 песня «Патрон». 14 и 28 марта 2019 года были выпущены песни «Автоплей» и «Золотой мальчик», на обе из которых также были сделаны клипы. И если «Автоплей» — это анимационная работа, то «Золотой мальчик» снимался в Анголе Егором Князем. 14 июня 2019 года была опубликована песня ЛСП «Никогда» — это записанная в студийном качестве архивная композиция, ранее исполнявшаяся Савченко только вживую. Спустя некоторое время был опубликован и официальный клип, являющийся продолжением «Золотого мальчика».
19 декабря 2019 года вышел сингл ЛСП и Pharaoh «Амнезия» — для последнего это стало первой песней после долгого перерыва в выпуске музыки.
20 февраля 2020 года в Instagram-трансляции ЛСП заявил, что готовит к выходу в этом году альбом под названием Love City. 15 мая 2020 года в своём Instagram-аккаунте ЛСП сообщил о переносе концертного тура в связи с пандемией COVID-19 на конец 2020 года, а также заявил, что теперь в нём будет презентован новый альбом.
28 августа 2020 года у ЛСП вместе с клипом вышел сингл «10 негритят»; в описании видео была указана дата — 11 сентября.
11 сентября 2020 года ЛСП выпустил рэп-мюзикл «Свиное рыло». Одновременно с этим на сайте Genius появилась страница, посвящённая альбому One More City, с обложкой и списком композиций, основанная на утечках информации. 15 сентября у ЛСП выходит песня «Звёздная карта». В названии песни, премьера которой состоялась «ВКонтакте», значится номер 0, что подразумевает переход от Tragic City к One More City.
Выход альбома One More City состоялся 18 сентября 2020 года. На One More City вошло 15 песен, среди которых одна совместная — «Амнезия» с Pharaoh — и песня, посвященная Роме Англичанину, «Вспоминай». Сайт The Flow отметил, что это первый на их памяти случай, когда после того, как разочарованные новым релизом слушатели выстраивают предположения о другом, «настоящем» альбоме, который должен последовать за «обманкой», — такой альбом действительно выходит.
В поддержку альбома в день его выхода было выпущено музыкальное видео «Мамонтёнок».
В начале сентября 2021 года начались массовые самоубийства с крыш. Девушка из Зеленограда 14 сентября и юноша из Краснодара 19 сентября. Оба молодых человека умерли, слушая песню «Номера». Из-за этого песня «Номера», выпущенная в 2014 году, исчезла из всех площадок. Данная песня заблокирована Роскомнадзором несколько лет, но тем не менее её можно было слушать.
Савченко записал совместную песню с рэпером Овсянкиным. Песня называется «wipe your feet»
В 2022 году перенёс релиз альбома, выпустив коллаборации с Дорой, MORGENSHTERN, Моя Мишель и DenDerty.
6 октября 2023 года коллектив выпускает альбом «Несчастные люди». К нескольким песням с альбома были выпущены клипы.

## Личная жизнь
В июле 2018 года Савченко женился на Владиславе Амельковой, с которой длительное время состоял в отношениях. Подготовка к мероприятию заняла более двух недель. Церемония прошла в кругу друзей и близких.
16 февраля 2019 года у супругов родилась дочь Ариана.

## Аббревиатура (расшифровка)
Как заявил Савченко в интервью программе «У Блейза на диване» в ответ на один из самых часто задаваемых вопросов: «Откуда взялось название и что оно значит?» — вариантов ответа музыкант имеет предостаточно, а сам вопрос воспринимает уже как белый шум. Так, в разных интервью и ответ на этот вопрос выглядел по-разному:
- В интервью журналу NUC (10 апреля 2014 года): «Однажды лет 10 подряд я смотрел в окно, это было, когда я учился в школе ещё. В общем, я смотрел в окно на солнце и стал ощущать в себе сраного баптиста, когда солнце заговорило со мной. Хоть я не понял ни…я из того, что оно сказало, и баптистом так и не стал, но в сердце осел солнечный символизм этих замечательных слов — Лучик сильнее пули. Не знаю, откуда бы им взяться, но аббревиатура пришлась мне по душе»[170].
- В интервью сайту The Flow (17 июня 2014 года): «Обычно когда у нас берут интервью, то сразу спрашивают про название. Недавно спросили — а правда ли, что это значит „Лучик сильнее пули“? Ну мы говорим, нет, это значит „Лижи сам … [вагину]“»[9].
- В интервью «У Блейза на диване» (29 июля 2014 года): «[Ближе мне сейчас вариант] „Любящее сердце пацана“. У нас в Беларуси есть группа „Разбітае сэрца пацана“. Ну типа, понятно. А вот мы недавно осознали, что ЛСП — это, наверно, „Любящее сердце пацана“. Ещё не „Разбитое“»[V 5].
  - Данная расшифровка обыгрывается в альбоме «Свиное рыло» (11 сентября 2020 года): «Ты запала в любящее сердце кабана, да».
- На Versus Battle против Meowizzy (19 октября 2014 года) Савченко обыграл расшифровку ЛСП так: «Ты ЛСП, но не Олег — ты просто лижешь свой пенис».
- В интервью на Big Russian Boss Show (25 апреля 2017 года): «Моя любимая расшифровка — „Лучше спросите попозже“»[V 6].
- Расшифровка ЛСП встречается в нескольких треках артиста: «„ЛСП“ — лжи, страсти и пороки» («Magic City», Magic City), «ЛСП, лучше спой песню о любви, самую правдивую» («Деньгинепроблема», Tragic City).
- В новогоднем видео на ютьюб-канале «Вписка» (30 декабря 2017 года) Савченко представил следующую расшифровку: «ЛСП — ликвидируй свой пробел»[V 7].
- В одном из выпусков Comedy Club (3 марта 2018 года), когда Павел Воля спросил у Савченко, как расшифровывается ЛСП, он ответил: «Лучше спросите попозже»[V 8].
  - Аналогичная расшифровка прозвучала во фристайле для Fast Food Music (10 января 2020 года)[171].
- На своём концерте в Москве 20 апреля 2019 года в конце песни «МЛД» Савченко спел: «Малышка любит дилера. Дилера любви, дилера семьи, дилера порядочности»[V 9].
- Жена Савченко в её рассказе о знакомстве назвала следующую расшифровку: «Лучший спутник принцесс»[172].

## Артистизм
В песнях ЛСП используется автотюн. На момент релиза «Видеть цветные сны» в его музыке преобладало инди-звучание, а для вышедших в 2014 году «ЁП» и «Виселицца», как отмечает сам Олег, его напарником Ромой был создан уже «свой звук»: «<…> я читаю, пою и мелодекламирую, смешиваются драм-н-бейс, дабстеп и хип-хоп». В творчестве образца 2015 года превалировало трэп-звучание.
Андрей Недашковский из The Flow в рецензии на альбом «Виселицца» отметил «однообразность» вокала ЛСП, а также охарактеризовал его музыку так: «<…> если вы хотите флоу, игры словами и других рэп-фокусов — такого тут не найдёте <…>. [Но] Олег разбавляет серьёзные куплеты смешными оборотами, запоминающимися фразами и припевами. Да и просто-напросто знает, чем развлекать слушателя». На сайте Disgustingmen.com Николай Чумаков так описал лейтмотив ЛСП: «За мелодичным битом и сладкоголосым вокалом скрывается главное преимущество творчества Олега — его громогласное желание заявить о своей потерянной жизни».

## Дискография

### Студийные альбомы
- 2014 — «ЁП»
- 2014 — «Виселицца»
- 2015 — «Magic City»
- 2017 — «Tragic City»
- 2020 — «Свиное рыло»
- 2020 — «One More City»
- 2023 — «Несчастные люди»

### Мини-альбомы
- 2011 — «Видеть цветные сны»
- 2015 — Romantic Colegtion
- 2016 — «Кондитерская» (совместно с Pharaoh)

## Рэп-баттлы

### «Versus Battle»
| Соперник | Дата выхода |
| -------- | ----------- |
| Meowizzy | 2014        |

## Концертные туры
- 2015 — тур по Беларуси
- 2015 — большой осенний тур
- 2016 — Never Over Tour (большой весенний тур)
- 2016 — Cake Factory (совместно с Pharaoh)
- 2017 — Tragic City Tour
- 2018 — Hell and Back
- 2019 — «Ещё один тур» / «Ещё одно шоу»
- 2020 — весенний тур по городам России и Европы (частично перенесён на зиму-весну 2021 года)
- 2022 — осенний тур
- 2023 — Несчастные люди (Unhappy people) (по городам России, осень 2023 — весна 2024)
- 2024 — Мини-тур под открытым небом (лето)
- 2024 — Бриллиантовый тур

### Видеоисточники
1. ↑  LSP — Truth Gonna Hurt You (Future cover) — YouTube. youtube.com (7 марта 2013). Дата обращения: 10 мая 2017. Архивировано 1 июня 2019 года.
2. ↑  (Про альбом с Yung Trappa) У Blaze'а на диване: #ЛСП — YouTube. youtube.com (29 августа 2014). Дата обращения: 6 мая 2017.
3. ↑  See you again — YouTube. youtube.com (12 июля 2017). Дата обращения: 2 марта 2018. Архивировано 2 марта 2018 года.
4. ↑  ЛСП — Новый альбом, байт и Егор Крид | Room Service - YouTube. youtube.com (13 мая 2019). Дата обращения: 14 июня 2019. Архивировано 13 июня 2019 года.
5. ↑  (Про аббревиатуру) У Blaze'а на диване: #ЛСП — YouTube. youtube.com (29 августа 2014). Дата обращения: 27 апреля 2017.
6. ↑  Big Russian Boss Show | Выпуск #23 | LSP — YouTube. youtube.com (25 апреля 2017). Дата обращения: 27 апреля 2017.
7. ↑  Новогодняя «Вписка»: Паша Техник — Дед Мороз, Ресторатор — о лучшем подарке, ЛСП желает всем секса — YouTube. youtube.com (30 декабря 2017). Дата обращения: 18 февраля 2018.
8. ↑  Камеди Клаб. Олег ЛСП в Comedy Club (16.03.2018) — Видеохостинг Rutube (23 марта 2018). Дата обращения: 10 сентября 2019. Архивировано 8 августа 2019 года.
9. ↑  shurnyash. ЛСП  | ЕЩЕ ОДИН ТУР | 20.04.2019 | МОСКВА | ВТБ АРЕНА ДИНАМО - YouTube (21 апреля 2019). Дата обращения: 20 июля 2019. Архивировано 9 декабря 2019 года.